# Beicheng, Liaocheng
Beicheng (kinesiska: 北城街道, 北城) är ett stadsdelsdistrikt i Kina. Den ligger i provinsen Shandong, i den östra delen av landet, omkring 96 kilometer väster om provinshuvudstaden Jinan.
Genomsnittlig årsnederbörd är 800 millimeter. Den regnigaste månaden är juli, med i genomsnitt 287 mm nederbörd, och den torraste är januari, med 5 mm nederbörd.